# Mahmoud Mestiri
Pour les articles homonymes, voir Famille Mestiri et Mestiri.
Mahmoud Mestiri (arabe : محمود المستيري), né le 25 décembre 1929 à Tunis et décédé le 28 juin 2006 à Tunis, est un diplomate et homme politique tunisien.

## Biographie
Né dans une famille de riches propriétaires terriens rattachée à la haute bourgeoisie tunisoise d'origine monastirienne, Mestiri devient membre du Néo-Destour, le parti nationaliste, et y milite au sein de la Jeunesse destourienne à Paris entre 1953 et 1956, tout en poursuivant parallèlement ses études supérieures.
De retour au pays après l'indépendance et son diplôme de sciences politiques, il intègre le ministère des Affaires étrangères qu'il ne quittera plus jusqu'à sa retraite. Mestiri occupe en 1973 le poste de secrétaire général du ministère avant d'être nommé, en 1974, comme ambassadeur à Moscou et, en 1976, comme représentant spécial aux Nations unies. En 1982, il est nommé secrétaire d'État aux Affaires étrangères, poste qu'il occupe jusqu'en 1986.
Nommé en 1987 comme ambassadeur à Paris par le président Habib Bourguiba, Mestiri n'a pas le temps de prendre ses fonctions qu'il est rappelé par le successeur de ce dernier, le président Zine el-Abidine Ben Ali, qui le nomme ministre des Affaires étrangères le 7 novembre 1987. Il dirige la diplomatie tunisienne pendant un an avant de se voir confier l'ambassade de Tunisie au Caire. Il reste à ce dernier poste jusqu'en 1990.
Il prend ensuite sa retraite avant d'être sollicité en 1994 par le secrétaire général des Nations unies, qui en fait son représentant en Afghanistan durant deux ans.